# Vaughania mahafalensis
Vaughania mahafalensis là một loài thực vật có hoa trong họ Đậu. Loài này được Du Puy, Labat & Schrire miêu tả khoa học đầu tiên.